# Hóquei sobre a grama nos Jogos Asiáticos de 2022
O hóquei em campo dos Jogos Asiáticos de 2022 foi realizado no Campo de Hóquei sobre Grama do Parque Esportivo do Canal Gongshu [en], no distrito de Gonshu [en], em Hangzhou, na China, entre os dias 24 de setembro e 7 de outubro de 2023.
Os vencedores qualificaram-se para os Jogos Olímpicos de verão de 2024.

## Cronograma da competição
Todos os horários são no horário local da China (UTC+8).
| P | Fase preliminar | ½ | Semifinais | B | Disputa pela medalha de bronze | F | Disputa pela medalha de ouro |
| - | --------------- | - | ---------- | - | ------------------------------ | - | ---------------------------- |

| DataEvento | Dom 24 | Seg 25 | Ter 26 | Qua 27 | Qui 28 | Sex 29 | Sáb 30 | Dom 1 | Seg 2 | Ter 3 | Qua 4 | Qui 5 | Qui 5 | Sex 6 | Sex 6 | Sáb 7 | Sáb 7 |
| ---------- | ------ | ------ | ------ | ------ | ------ | ------ | ------ | ----- | ----- | ----- | ----- | ----- | ----- | ----- | ----- | ----- | ----- |
| Masculino  | P      |        | P      |        | P      |        | P      |       | P     |       | ½     |       |       | B     | F     |       |       |
| Feminino   |        | P      |        | P      |        | P      |        | P     |       | P     |       | ½     |       |       |       | B     | F     |

## Qualificação

### Qualificação masculina
| Critério de qualificação                           | Data                                 | Sede    | Vagas | Equipe qualificada                                                             |
| -------------------------------------------------- | ------------------------------------ | ------- | ----- | ------------------------------------------------------------------------------ |
| País anfitrião                                     | 16 de setembro de 2016               | —       | 1     | China                                                                          |
| Jogos Asiáticos de 2018                            | 20 de agosto – 1 de setembro de 2018 | Jacarta | 5     | Japão · Malásia · Índia · Paquistão · Coreia do Sul                            |
| Torneio Qualificatório dos Jogos Asiáticos de 2022 | 6–15 de maio de 2022                 | Bangcoc | 6     | Omã · Bangladesh · Indonésia · Tailândia · Sri Lanka · Uzbequistão · Singapura |
| Total                                              | Total                                | Total   | 12    |                                                                                |

### Qualificação feminina
| Critério de qualificação                           | Data                    | Sede    | Vagas | Equipe qualificada                                  |
| -------------------------------------------------- | ----------------------- | ------- | ----- | --------------------------------------------------- |
| País anfitrião                                     |                         | 1       |       |                                                     |
| Jogos Asiáticos de 2018                            | 19–31 de agosto de 2018 | Jacarta | 5     | Japão · Índia · Coreia do Sul · Malásia · Tailândia |
| Torneio Qualificatório dos Jogos Asiáticos de 2022 | 6–14 de junho de 2022   | Jacarta | 4     | Hong Kong · Cazaquistão · Singapura · Indonésia     |
| Total                                              | Total                   | Total   | 10    |                                                     |

## Resultados

### Medalhistas
| Evento            | Ouro | Prata | Bronze |
| ----------------- | --- | --- | --- |
| Torneio masculino | IND Índia Abhishek Nain Amit Rohidas Gurjant Singh Hardik Singh Harmanpreet Singh Jarmanpreet Singh Krishan Pathak Lalit Upadhyay Mandeep Singh Manpreet Singh Nilakanta Sharma P. R. Sreejesh Sanjay Rana Shamsher Singh Sukhjeet Singh Sumit Walmiki Varun Kumar Vivek Prasad | JPN Japão Raiki Fujishima Kentaro Fukuda Ryosei Kato Kosei Kawabe Yamato Kawahara Takumi Kitagawa Genki Mitani Yuma Nagai Ken Nagayoshi Takuma Niwa Masaki Ohashi Ryoma Ooka Taiki Takade Kaito Tanaka Seren Tanaka Shota Yamada Manabu Yamashita Takashi Yoshikawa | KOR Coreia do Sul Hwang Tae-il Jang Jong-hyun Jeong Jun-woo Ji Woo-cheon Jung Man-jae Kang Young-bin Kim Hyeong-jin Kim Jae-hyeon Kim Jung-hoo Kim Sung-hyun Lee Hye-seung Lee Jung-jun Lee Ju-young Lee Nam-yong Lee Seung-hoon Park Cheo-leon Son Da-in Yang Ji-hun     |
| Torneio feminino  | CHN China Ye Jiao Gu Bingfeng Yang Liu Li Jiaqi Zhang Ying Chen Yi Ma Ning Liang Meiyu Huang Haiyan Li Hong Ou Zixia Dan Wen Zou Meirong Zhang Xiaoxue He Jiangxin Chen Yang Zhong Jiaqi Li Xinhuan                                                                             | KOR Coreia do Sul Seo Jung-eun An Hyo-ju Kang Ji-na Cheon Eun-bi Cho Hye-jin Kim Min-jeong Cho Eun-ji Lee Yu-ri Choi Su-ji Kim Jeong-ihn Seo Su-young Park Seung-ae Baek Ee-seul Kim Eun-ji An Su-jin Pak Ho-jeong Lee Jin-min Kim Eun-ji                           | IND Índia Deep Grace Ekka Monika Malik Sonika Tandi Nikki Pradhan Bichu Devi Kharibam Savita Punia Sangita Kumari Nisha Warsi Vandana Katariya Udita Duhan Lalremsiami Navneet Kaur Sushila Chanu Salima Tete Neha Goyal Ishika Chaudhary Deepika Kumari Vaishnavi Phalke |

### Quadro de medalhas
País-sede destacado.
| Ordem | País              | Medalha de ouro | Medalha de prata | Medalha de bronze |   |
| ----- | ----------------- | --------------- | ---------------- | ----------------- | - |
| 1     | IND Índia         | 1               |                  | 1                 | 2 |
| 2     | CHN China         | 1               |                  |                   | 1 |
| 3     | JPN Japão         |                 | 1                |                   | 1 |
| 4     | KOR Coreia do Sul |                 | 1                | 1                 | 2 |